# Saropogon clausus
Saropogon clausus är en tvåvingeart som beskrevs av Becker 1906. Saropogon clausus ingår i släktet Saropogon och familjen rovflugor. Inga underarter finns listade i Catalogue of Life.